# Zamek w Owieśnie
Zamek w Owieśnie – zamek z XV w. w Owieśnie, w powiecie dzierżoniowskim, wpisany do rejestru zabytków nieruchomych województwa dolnośląskiego.

## Historia
Zabytkowy obiekt  wybudowany w latach 1385–1417 jest częścią zespołu zamkowego, w skład którego wchodzą jeszcze pozostałości parku pałacowego z pierwszej połowy XVIII w., oficyna obok zamku z 1749 r., przebudowana w XVIII w. i w 1880 r.; uszkodzona brama wjazdowa z rzeźbami z 1740 r.

## Opis
Od frontu główne wejście w kamiennym prostokątnym portalu. Na jego belce inicjały C.V.D.H. (Conrada Von Der Heyde, syna Hansa Wolframa) i data 1742. Nad portalem centralnie umieszczona była płycina przedstawiającą dwa popiersia kobiety i mężczyzny, małżeństwa Heleny Karoliny von Nimptsch (zm. 1735) i Hansa Wolframa von der Heyde (zm. 1721) oraz dwa przedramienia trzymające łańcuch. Wszystko otoczone sentencją w j. łac. Nec Vita Nec Mors Separabit (Ani życie, ani śmierć [nas] nie rozdzieli) oraz wieńcem. Płycina poniżej opisana (widoczne fragmenty) w  j. łac.   Helena Carolina nata v. Nimptsch... Johannes Wolfram... Anno 1713. Po lewej stronie medalionu podpisany szlachecki herb rodowy Adolf von Seidlitz i daty urodzin i śmierci 1801-1878.
W latach 70. XIX w. dobudowano trójkątny szczyt ryzalitu, w którym umieszczono kartusze z herbami von Seidlitz i von Sandretzky i rokiem 1878.

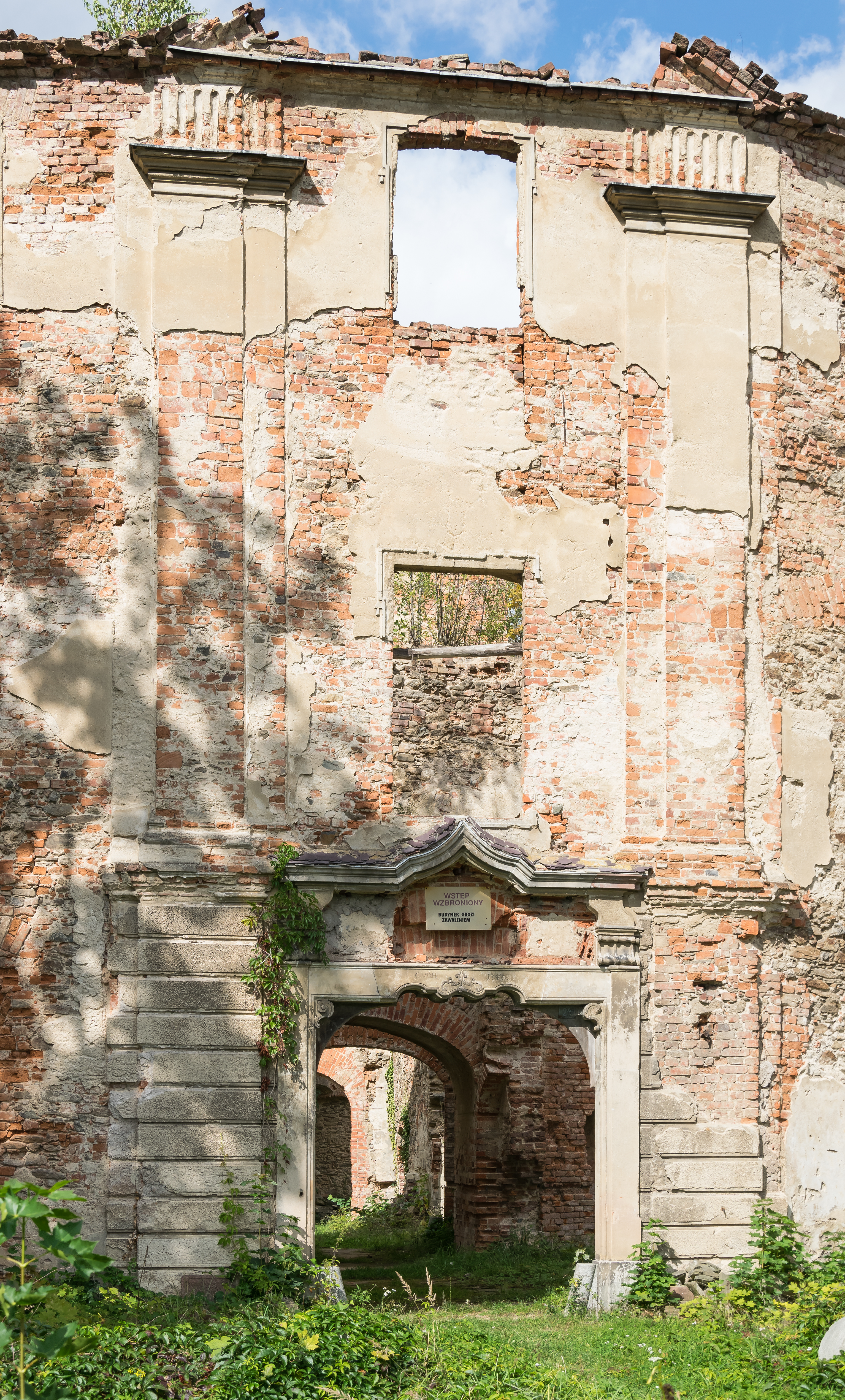
Portal bez herbu
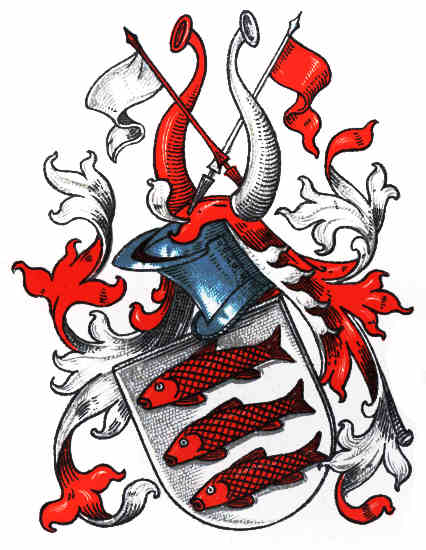
Herb von Seidlitz